# Jonathan Locke Hart
Jonathan Locke Hart (* 1956) ist ein kanadischer Lyriker und Literaturwissenschaftler. 
Hart unterrichtet Englisch und Vergleichende Literaturwissenschaft an der University of Alberta. Er gab außerdem Gastvorlesungen an der University of Toronto, der Harvard University, der University of Cambridge, der Princeton University und der Sorbonne-Nouvelle. Neben literaturwissenschaftlichen Werken veröffentlichte er mehrere Lyrikbände.
2021 wurde er zum Auswärtigen Mitglied der Academia Europaea gewählt.